# Arthur Duray
Pour les articles homonymes, voir Duray.
Arthur Duray (9 février 1882 – 10 février 1954) est un pilote automobile franco-américain, d'ascendance belge.
Né de parents belges, il obtient par la suite la nationalité française, ayant passé la majorité de son existence en France, ce qui lui permet de disputer la dernière Coupe automobile Gordon Bennett 1905 avec l'équipe de France.

## Biographie

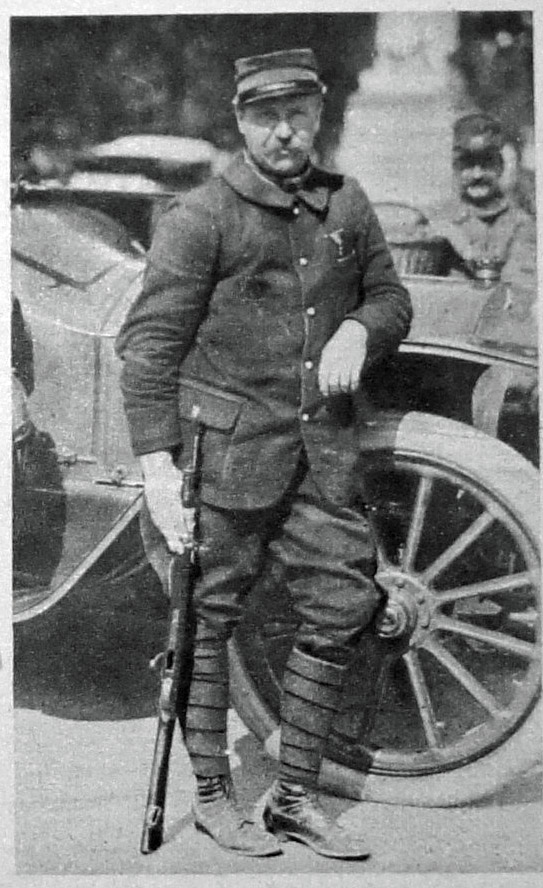
Arthur Duray pendant qu'il est mobilisé lors de la Première Guerre mondiale.

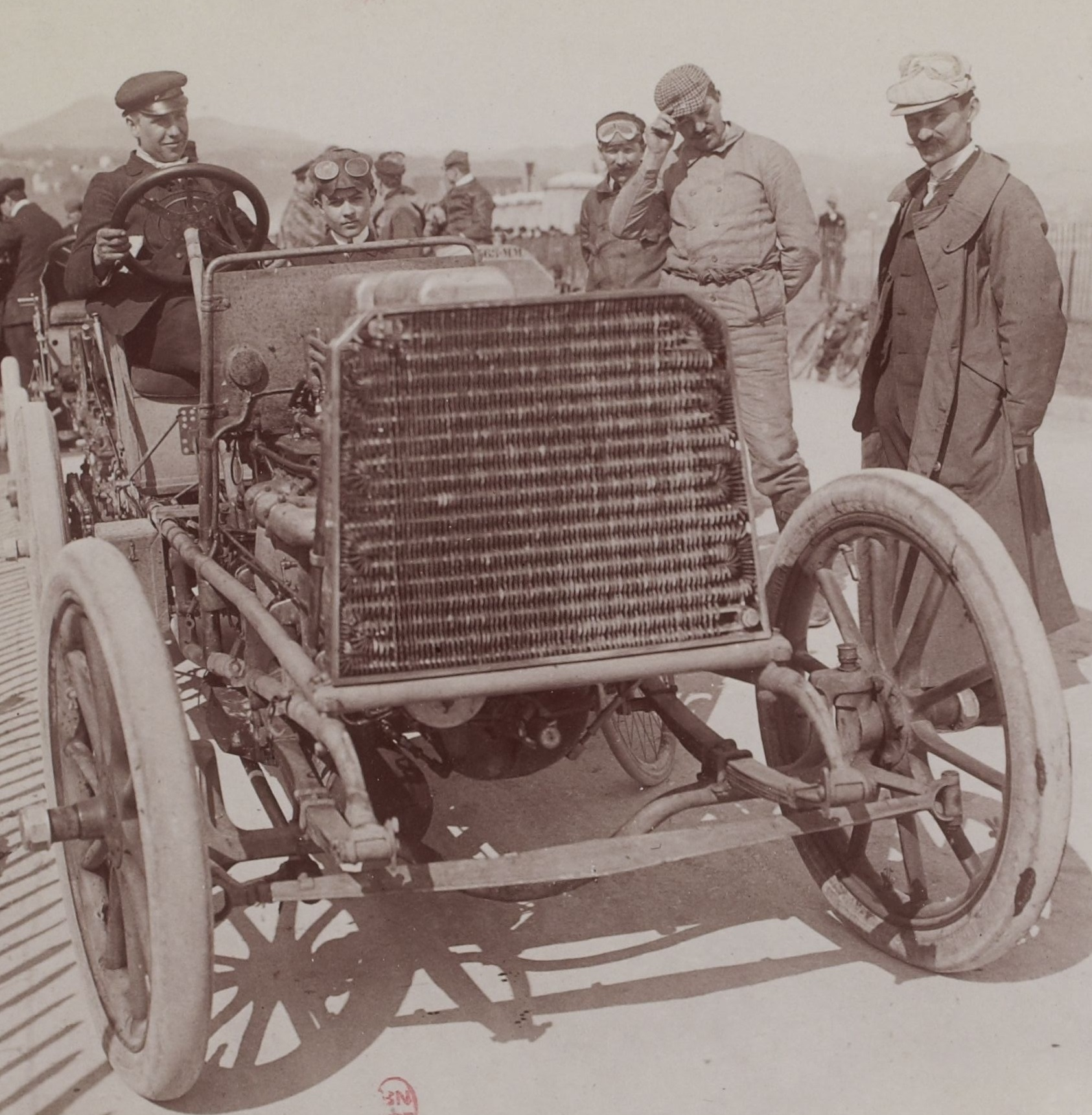
Arthur Duray éphémère recordman du monde à la Coupe de Rotschild en 1904, à 142.85 km/h sur Gobron-Brillié

Dans sa jeunesse, il commence par des courses cyclistes vers 1893, et ce durant près de cinq ans.
Outre ses nombreuses participations à des compétitions automobiles (premières apparitions lors du Critérium de Spa 1898 sur "La Torpille", puis à la côte de Château-Thierry, à quelques courses dans les Ardennes belges et la même année au Paris-Vienne 1902, le tout avec Gobron-Brillié), il est probablement mieux connu aujourd'hui pour avoir battu le record de vitesse terrestre à trois reprises avec sa Gobron-Brillié, entre juillet 1903 (à 21 ans, âge où il est deuxième au Mont Ventoux) et mars 1904 (notamment lors d'une victoire au kilomètre de Dourdan en novembre 1903, à 136,363 km/h). En 1904 toujours, il remporte la troisième Coupe de Caters en avril à la semaine de Nice (une course de côte aux "Quatre Chemins", sur la route de la Corniche) sur Gobron-Brillié 100 hp, devant son équipier Louis Rigolly avec le même type de véhicule, finit deuxième de la course de côte du Mont Ventoux, et il termine cinquième de la Coppa Florio organisée à Brescia sur Darracq, puis troisième en côte à La Consuma avec la même marque. En 1905, il termine deuxième de la Coppa Florio sur Lorraine-Dietrich.
Vainqueur du Circuit automobile des Ardennes en 1906 sur De Dietrich 130 hp (constructeur dont il fut pilote officiel durant plusieurs années) et de la course Saint-Pétersbourg-Moscou en 1907 sur De Dietrich 60hp, troisième de la Coupe Vanderbilt en 1906 sur Lorraine-Dietrich, ainsi que quatrième de la Targa Florio en 1907, sixième de la Coupe Gordon-Bennett en 1905 disputée en Auvergne. En 1907, il est en tête du Grand Prix de l'ACF jusqu'à 32 kilomètres de l'arrivée, devant abandonner sur bris d'un roulement à billes dans la boîte de vitesses de sa Lorraine-Dietrich. En 1913 il termina aussi quatrième du premier Grand Prix de Russie à Saint-Pétersbourg en performance pure sur Métallurgique, fut deuxième en régularité (vitesse moyenne sur chaque tour) et gagna au calcul de performance des moteurs,.
Il fut le mécanicien et le manager du premier à survoler les Alpes, le Français Geroges Chavez. Il participe à la Semaine d'aviation de Touraine en 1910. 
En 1912, il conduit la Fiat S76 Record sur une vaste étendue plate près d'Ostende, atteignant les 225 km/h. Pour cause d'irrégularité dans la modalité d'enregistrement de sa performance, le record n'est alors pas homologué.

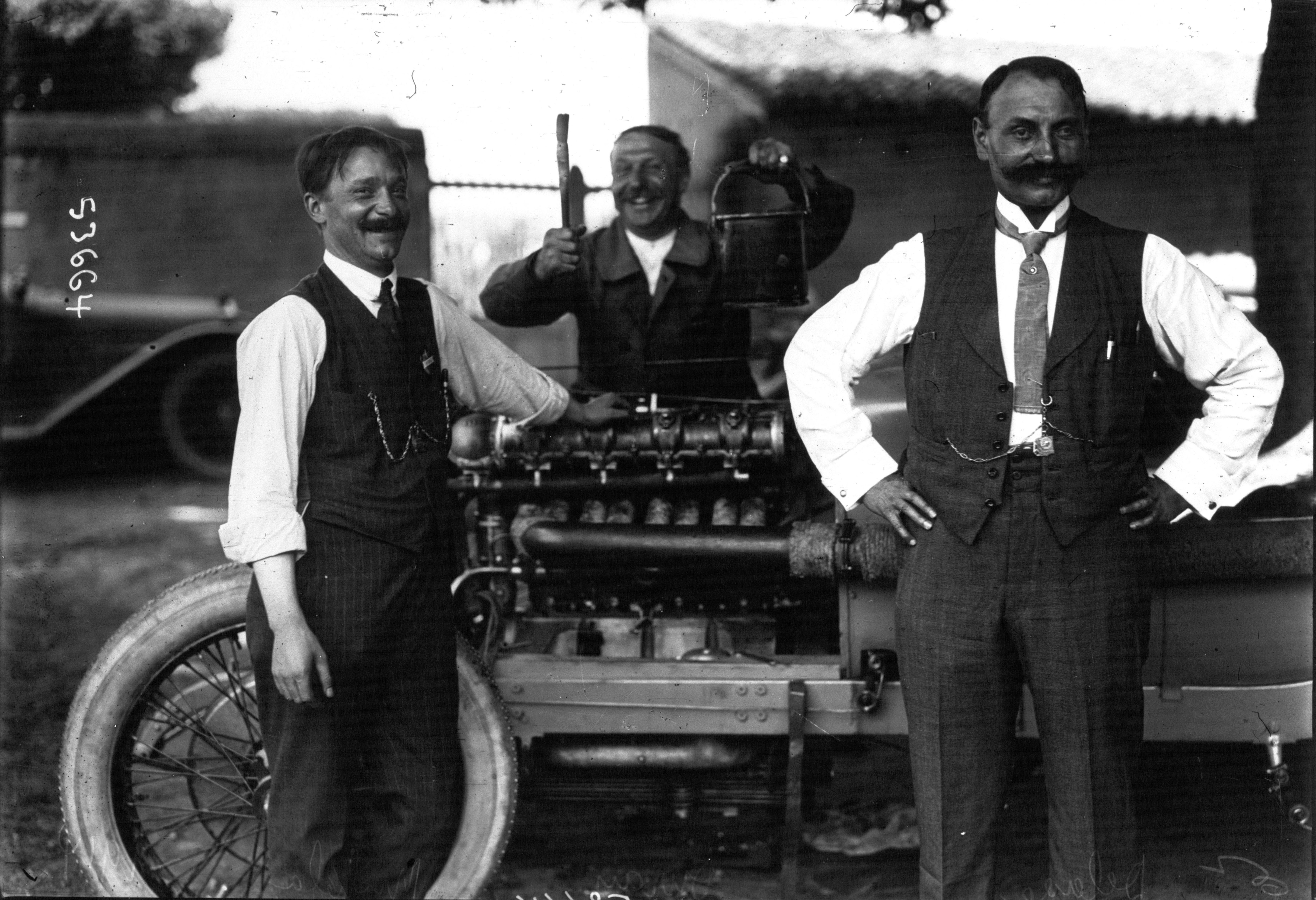
Louis Delâge (à droite), l'ingénieur Arthur Michelat (à gauche) et Arthur Duray (au fond) préparent la Delage que ce dernier pilote au Grand Prix de l'ACF 1914.

En 1914, il termine deuxième sur Peugeot des 500 miles d'Indianapolis, puis huitième sur Delage du Grand Prix de l'ACF. Il gagna ensuite la course du Meeting de Cabourg avec la Peugeot 3,0 l d'Indianapolis, ainsi que le kilomètre départ lancé et départ arrêté.
Durant la guerre, il est un temps chauffeur sur la ligne de front à bord d'une Delaunay-Belleville, lorsqu'il est capturé par l'ennemi et brièvement emprisonné.
Le 17 août 1918, il dispute l'International Sweepstakes de Sheepshead Bay, après le Liberty Handicap de Cincinnati le 4 juillet.
La Première Guerre mondiale terminée, il est encore deuxième du Grand Prix de l'ACF Sport à Strasbourg en 1922 sur Voisin C3, deuxième de la Coupe de l'Autodrome de Miramas (ou Grand Prix de Marseille) et troisième du Match des Champions de Montlhéry en 1924 sur D'Aoust/Hispano-Suiza V8. Il remporte la Coupe des voiturettes en septembre 1927, lors du Meeting de Boulogne.
Il participa aux 24 Heures du Mans à quatre reprises, en 1924, 1926, 1927 et 1928, toujours sur Ariès (abandons).
Il participa aussi aux 24 Heures de Spa à sept reprises, en 1925 puis de 1927 à 1933 et est cinq fois vainqueur de classe (1,1 l), en 1927, 1928, 1929, 1931 et 1933, trois fois sur Ariès, une sur B.N.C. et une sur Amilcar C6 à 51 ans (meilleur résultat absolu, huitième en 1928).
Sa carrière s'étale sur une trentaine d'années. Il est aussi aviateur, construisant son propre aéroplane associé à H. Matthys en 1909, un biplan à moteur 4 cylindres Lorraine-Dietrich.
En mai 1910, il participe au meeting aérien de Vérone, au cours duquel il va se blesser lors d'un vol d'essai, finissant avec des côtes cassées et des contusions.

En son hommage, le coureur américain George Stewart, double poleman en 1925 et 1928 aux 500 miles d'Indianapolis sur Miller et surnommé The Flying Frenchman bien que non français, changea de nom et devint Leon Duray, participant même à des Grand Prix européen entre 1929 et 1932, à Monza sur Miller 91.

## Records du monde
- 1903 (17 juillet): 134,32 km/h à Ostende, sur Gobron-Brillié type Paris-Madrid ("La Torpille")
- 1903 (5 novembre): 136,36 km/h à Dourdan, sur Gobron-Brillié Paris-Madrid
- 1903: des 100 kilomètres, lors du Circuit automobile des Ardennes, sur Darracq
- 1904 (31 mars): 142,85 km/h à Nice, sur Gobron-Brillié Paris-Madrid

## Duray, aviateur
Duray fera également une carrière dans l'aviation, en 1910, il prend ainsi part au meeting aérien de Vérone, lors duquel il fera malheureusement une chute, se cassant deux côtes.

## Notes et références

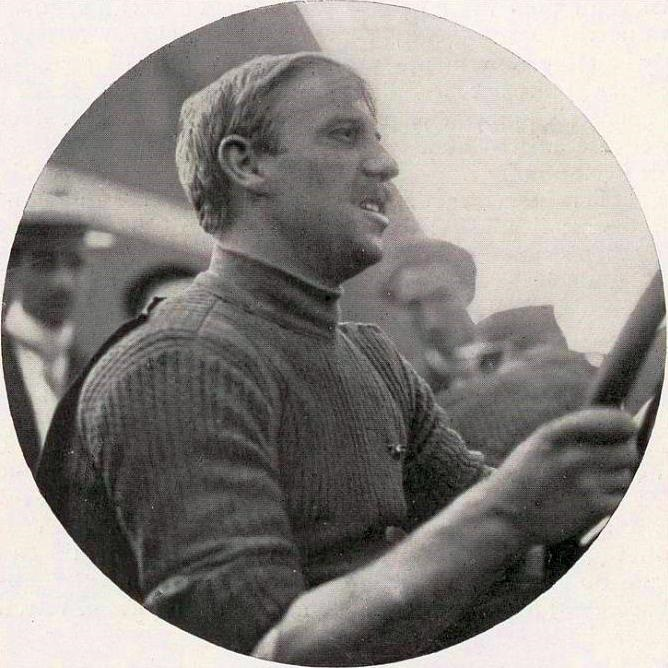
Arthur Duray, au circuit des Ardennes 1906.